# 경상남도의 문화재자료 (제601호 ~ 제700호)
경상남도 문화재자료는 대한민국의 문화재자료 중에서 경상남도에 있는 것을 가리킨다.

## 지정목록

### 제601호 ~ 제700호
| 번호  | 사진 | 명칭                                                                                      | 소재지                                                        | 관리자 (단체)                                       | 지정일                                              | 참조 |
| 601호 |      | 창원 대광사 묘법연화경 (昌原 大廣寺 妙法蓮華經)                                           | 경남 창원시 진해구 진해대로 303                               | 창원 대광사                                         | 2015년 10월 29일 지정                               |      |
| 602호 |      | 창원 대광사 조상경 (昌原 大廣寺 造像經)                                                   | 경남 창원시 진해구 진해대로 303                               | 창원 대광사                                         | 2015년 10월 29일 지정                               |      |
| 603호 |      | 창원 대광사 주화엄법계관문 (昌原 大廣寺 注華嚴法界觀門)                                   | 경남 창원시 진해구 진해대로 303                               | 창원 대광사                                         | 2015년 10월 29일 지정                               |      |
| 604호 |      | 창원 대광사 경덕전등록 (昌原 大廣寺 景德傳燈錄)                                           | 경남 창원시 진해구 진해대로 303                               | 창원 대광사                                         | 2015년 10월 29일 지정                               |      |
| 605호 |      | 창원 대광사 수능엄경 (昌原 大廣寺 首楞嚴經)                                               | 경남 창원시 진해구 진해대로 303                               | 창원 대광사                                         | 2015년 10월 29일 지정                               |      |
| 606호 |      | 창원 대광사 십지경론 (昌原 大廣寺 十地經論)                                               | 경남 창원시 진해구 진해대로 303                               | 창원 대광사                                         | 2015년 10월 29일 지정                               |      |
| 607호 |      | 창원 대광사 대불정다라니 (昌原 大廣寺 大佛頂陁羅尼)                                       | 경남 창원시 진해구 진해대로 303                               | 창원 대광사                                         | 2015년 10월 29일 지정                               |      |
| 608호 |      | 창원 대광사 치문경훈 (昌原 大廣寺 緇門警訓)                                               | 경남 창원시 진해구 진해대로 303                               | 창원 대광사                                         | 2015년 10월 29일 지정                               |      |
| 609호 |      | 창원 대광사 대방광불화엄경소초 (昌原 大廣寺 大方廣佛華嚴經疏鈔)                           | 경남 창원시 진해구 진해대로 303                               | 창원 대광사                                         | 2015년 10월 29일 지정                               |      |
| 610호 |      | 하동 법성선원 아미타후불도 (河東 法成禪院 阿彌陀後佛圖))                                  | 경남 하동군 옥종면 고무능골길 63-45                           | 배성자                                              | 2015년 10월 29일 지정                               |      |
| 611호 |      | 하동 미서암 번 (河東 美瑞庵 幡)                                                           | 경남 하동군 악양면 미서길 26-13                               | 하동 미서암                                         | 2015년 10월 29일 지정                               |      |
| 612호 |      | 합천 덕양제 (陜川 德陽齋)                                                                 | 경남 합천군 쌍책면 덕봉리 620                                 | 창녕조씨 부사직공파 문중                            | 2015년 12월 3일 지정                                |      |
| 613호 |      | 진주 허선구 고가 (晋州 許善九 古家)                                                       | 경남 진주시 지수면 승산길 25 (승산리 364)                     | 허맹                                                | 2016년 1월 7일 지정                                 |      |
| 614호 |      | 창원 김가행 묘역 (昌原 金可行 墓域)                                                       | 경남 창원시 의창구 북면 무동리 산56                           | 선산김씨 판서공 가행문중회                          | 2016년 1월 21일 지정                                |      |
| 615호 |      | 박정빈 관련 교지 (朴廷賓 關聯 敎旨)                                                       | 경남 양산시 북정로 78 양산시립박물관                          | 박훈일 (양산시립박물관)                             | 2016년 2월 4일 지정                                 |      |
| 616호 |      | 박정빈 초상 (朴廷賓 肖像)                                                                 | 경남 양산시 북정로 78 양산시립박물관                          | 양산시 (양산시립박물관)                             | 2016년 2월 4일 지정                                 |      |
| 617호 |      | 이경무 만묵당집 목판 (李景茂 晩默堂集 木板)                                               | 경남 함안군 가야읍 고분길 153-31 함안박물관                   | 여주이씨 사직공파 종중 (함안박물관)                 | 2016년 2월 4일 지정                                 |      |
| 618호 |      | 김해 대법륜사 불설예수시왕생칠경‧불설수생경 (金海 大法輪寺 佛說預修十王生七經․佛說壽生經) | 경남 김해시 금관대로 1088-28                                  | 여주이씨 사직공파 종중 (함안박물관)                 | 2016년 2월 4일 지정                                 |      |
| 619호 |      | 김해 대법륜사 수륙무차평등재의촬요 (金海 大法輪寺 水陸無遮平等齋儀撮要)                   | 경남 김해시 금관대로 1088-28                                  | 김해 대법륜사                                       | 2016년 2월 4일 지정                                 |      |
| 620호 |      | 김해 선지사 불설대보부모은중경 (金海 仙地寺 佛說大報父母恩重經)                           | 경남 김해시 주촌면 서부로 1743번길 28                         | 김해 선지사                                         | 2016년 2월 4일 지정                                 |      |
| 621호 |      | 창원 신불사 대혜보각선사서 (昌原 神佛寺 大慧普覺禪師書)                                   | 경남 창원시 마산회원구 내서읍 안성로 150-161                  | 창원 신불사                                         | 2016년 2월 4일 지정                                 |      |
| 622호 |      | 창원 신불사 묘법연화경 (昌原 神佛寺 妙法蓮華經)                                           | 경남 창원시 마산회원구 내서읍 안성로 150-161                  | 창원 신불사                                         | 2016년 2월 4일 지정                                 |      |
| 623호 |      | 거창 화경당 (居昌 和慶堂)                                                                 | 경남 거창군 남상면 대산1길 65                                 | 김희성                                              | 2016년 4월 7일 지정                                 |      |
| 624호 |      | 거창 소진정 (居昌 遡眞亭)                                                                 | 경남 거창군 신원면 구사리 1036-1                              | 성주도씨 소진정종중 도영봉                          | 2016년 5월 12일 지정                                |      |
| 625호 |      | 거창 낙영제 (居昌 樂英齋)                                                                 | 경남 거창군 경상남도 거창군 남하면 무릉리 1125 (무릉2길 30-7) | 낙영제 거창남인유소 정규준                          | 2016년 5월 12일 지정                                |      |
| 626호 |      | 고성 옥천사 청련암 아미타불회도 (固城 玉泉寺 靑蓮庵 阿彌陀佛會圖)                         | 경남 고성군 개천면 연화산1로 471-9                            | 고성 옥천사 청련암                                  | 2016년 6월 2일 지정                                 |      |
| 627호 |      | 진성이씨 남해문중 고문서 (眞城李氏 南海門中 古文書)                                       | 경남 남해군 남해읍 평리 207                                   | 진성이씨 상계 남해문중                              | 2016년 6월 2일 지정                                 |      |
| 628호 |      | 거창 취수정 (居昌 醉睡亭)                                                                 | 경남 거창군 대초길 134                                        | 김한철 외 1명                                       | 2016년 7월 21일 지정                                |      |
| 629호 |      | 밀양 삼은정 (密陽 三隱亭)                                                                 | 경남 밀양시 부북면 퇴로리 479-97                              | 영주이씨 용재공파종중                               | 2016년 7월 28일 지정                                |      |
| 630호 |      | 양산 안적암 아미타불회도 (梁山 安寂庵 阿彌陀佛會圖)                                       | 경남 양산시 하북면 평산로 138-2011                            | 양산 안적암 (양산 안적암)                           | 2016년 9월 29일 지정                                |      |
| 631호 |      | 진해향교 공자 위패 매안지 비석 (鎭海鄕校 孔子 位牌 埋安地 碑石)                           | 경남 창원시 마산합포구 진동면 교동1길 120                     | 마산향교 (마산향교 전교)                            | 2016년 10월 13일 지정                               |      |
| 632호 |      | 산청 망추정 (山淸 望楸亭)                                                                 | 경남 산청군 단성면 상동길 65-120 (사월리 1480)                | 밀양박씨송월당공파사월문중 대표자 박명동            | 2017년 12월 1일 지정                                |      |
| 633호 |      | 밀양 완재정                                                                               | 경남 밀양시 부북면 위양리 296번지                             | 안동권씨 권학산 종중                                | 2017년 3월 30일 지정                                |      |
| 634호 |      | 사명당 유정 교첩 (四溟堂 惟政 敎牒)                                                       | 경남 김해시 상동면                                            | 김○자                                               | 2017년 4월 13일 지정                                |      |
| 635호 |      | 창원향교 전적류 (昌原鄕校 典籍類)                                                         | 경남 창원시 의창구 의안로59번길 6                             | 창원향교                                            | 2017년 4월 13일 지정                                |      |
| 636호 |      | 사천 김해김씨 삼현파 문중 호구단자 (泗川 金海金氏 三賢派 門中 戶口單子)                   | 경남 사천시 사천읍                                            | 김○성                                               | 2017년 4월 13일 지정                                |      |
| 637호 |      | 선무원종공신녹권(이희급) (宣武原從功臣錄券(李希伋))                                       | 경남 남해군 남해읍 화전로                                     | 이○태                                               | 2017년 7월 20일 지정                                |      |
| 638호 |      | 진주 허만선 고가 (晋州 許萬善 古家)                                                       | 경남 진주시 승산길53번길 12 (지수면)                          | 허철영                                              | 2017년 9월 28일 지정                                |      |
| 639호 |      | 고성 옥천사 아미타불회도 (固城 玉泉寺 阿彌陀佛會圖)                                       | 경남 고성군 개천면 연화산 1로 471-9                           | 고성 옥천사                                         | 2017년 11월 30일 지정                               |      |
| 640호 |      | 함양 종담서당 (咸陽 鍾潭書堂)                                                             | 경남 함양군 농월정길 9-5 (안의면)                             | 박민수                                              | 2017년 12월 14일 지정                               |      |
| 641호 |      | 구포환속상서문 (龜浦還屬上書文)                                                           | 경남 양산시 북정로 78 양산시립박물관                          | 양산시장 (양산시립박물관)                           | 2018년 4월 26일 지정                                |      |
| 642호 |      | 이륙 청파집 목판 (李陸 靑坡集 木板)                                                       | 경남 진주시 남강로 626-35 국립진주박물관                      | 국립진주박물관 (국립진주박물관)                     | 2018년 4월 26일 지정                                |      |
| 643호 |      | 김해 바라밀선원 예수시왕생칠재의찬요 (金海 波羅密禪院 預修十王生七齋儀纂要)               | 경남 김해시 분성로 3번길 235 김해 바라밀선원                  | 김해 바라밀선원 (바라밀선원 주지)                   | 2018년 4월 26일 지정                                |      |
| 644호 |      | 박홍정 선무원종공신록권 (朴弘貞 宣武原從功臣錄券)                                         | 경남 창원시 의창구 창원대학로 20                              | 창원대학교 (창원대 박물관장)                        | 2018년 6월 21일 지정                                | ,    |
| 645호 |      | 김해 금강사 법화영험전 (金海 金剛寺 法華靈驗傳)                                           | 경남 김해시 가야로 405번길 73-33                              | 송수왕 (송수왕)                                     | 2018년 6월 21일 지정                                | ,    |
| 646호 |      | 산청 견성암 신중도 (山淸 見聖庵 神衆圖)                                                   | 경남 산청군 강누리 구인동길 7-3                               | 산청 견성암 (산청 견성암 주지)                      | 2018년 6월 21일 지정                                | ,    |
| 647호 |      | 합천 원모재 (陜川 遠慕齋)                                                                 | 경남 합천군 청덕면소례리 182 외2                              | 경주김씨원모재종중 김쾌석                           | 2018년 7월 5일 지정                                 |      |
| 648호 |      | 산청 완계서원 (山淸 浣溪書院)                                                             | 경남 산청군 신등면 단계리 113번지                             | 안동권씨 충강공파종중                               | 2018년 7월 12일 지정                                |      |
| 649호 |      | 진주 창애정 (晉州 蒼崕亭)                                                                 | 경남 진주시 지수면 승산길 33                                  | 허옥산종중 대표 허성주                              | 2018년 7월 12일 지정                                |      |
| 650호 |      | 의령 수파정 (宜寧 水坡亭)                                                                 | 경남 의령군 부림면 입산리 177-2                               | 탐진안씨문중                                        | 2018년 8월 30일 지정                                |      |
| 651호 |      | 의령 탐진안씨 문중 정려각 (宜寧 耽津安氏 門中 旌閭閣)                                     | 경남 의령군 부림면 입산리 267 외                              | 탐진안씨문중                                        | 2018년 8월 30일 지정                                |      |
| 652호 |      | 의령 율리재 (宜寧 栗里齋)                                                                 | 경남 의령군 부림면 단원로 87-3                                | 탐진안씨문중                                        | 2018년 11월 15일 지정                               | ,    |
| 653호 |      | 양산 통도사 서운암 훈유어필 (梁山 通度寺 瑞雲庵 訓諭御筆)                                 | 경남 양산시 하북면 지산리 583                                 | 양산 통도사 서운암 (양산 통도사 서운암 주지)        | 2018년 12월 20일 지정                               |      |
| 654호 |      | 소촌역지 (召村驛志)                                                                       | 경남 진주시                                                   | 강〇〇 (강〇〇)                                     | 2018년 12월 20일 지정                               |      |
| 655호 |      | 산청 권도 신도비 (山淸 權濤 神道碑)                                                       | 경남 산청군 신등면 양전리 90 외                               | 안동권씨 충강공파종중                               | 2019년 2월 14일 지정                                |      |
| 656호 |      | 의령 쌍절각 (宜寧 雙節閣)                                                                 | 경남 의령군 지정면 성산리 83-3                                | 곽정순                                              | 1983년 7월 20일 지정, 2019년 5월 16일 번호·명칭변경 |      |
| 657호 |      | 밀양 만어사 석조여래좌상 (密陽 萬魚寺 石造如來坐像)                                       | 경남 밀양시 삼랑진읍 만어로 776                               | 대한불교 조계종 만어사 (만어사 주지)                | 2019년 8월 1일 지정                                 |      |
| 658호 |      | 밀양 어울암 칠성도 (密陽 어울암 七星圖)                                                   | 경남 밀양시 무안면 사명대사생가로 703-2                       | 대한불교 조계종 어울암 (어울암 주지)                | 2019년 8월 1일 지정                                 |      |
| 659호 |      | 함안 의학서당 (咸安 義學書堂)                                                             | 경남 함안군 칠북면 영동리 790, 790-1                          | 광주안씨 영동안영사종중                             | 2019년 10월 10일 지정                               |      |
| 660호 |      | 고성 노산정 (固城 鷺山亭)                                                                 | 경남 고성군 옥천로 366 (마암면)                               | 김해허씨천산재공파종중                              | 2019년 10월 10일 지정                               |      |
| 661호 |      | 김윤순·김덕순 영세불망비 (金潤洵·金德成 永世不忘碑)                                       | 경남 함안군 가야읍 묘사리 산87-5                              | 김해김씨 삼현파 석산종중 (김해김씨 삼현파 석산종중) | 2019년 11월 7일 지정                                |      |
| 662호 |      | 고성 옥천사 청련암 철제 솥 (固城 玉泉寺 靑蓮庵 鐵製 釜)                                   | 경남 고성군 개천면 연화산 1로 471-9                           | 고성 옥천사 (옥천사 주지)                           | 2019년 12월 12일 지정                               |      |
| 663호 |      | 거창 황강고택 (居昌 黃岡古宅)                                                             | 경남 거창군 위천면 황산1길 73-2                               | 신용근                                              | 2019년 12월 26일 지정                               |      |
| 664호 |      | 거제현 관아 송덕비군 (巨濟縣 官衙 頌德碑群)                                               | 경남 거제시 읍내로2길 22(동상리 415-2)                        | 거제시 (거제시장)                                   | 2019년 12월 26일 지정                               |      |
| 665호 |      | 양산 통도사 서운암 묘법연화경 (梁山 通度寺 瑞雲庵 妙法蓮華經)                             | 경남 양산시 하북면 지산리 583                                 | 대한불교 조계종 통도사 서운암 (통도사 서운암 주지)  | 2019년 12월 26일 지정                               |      |